# Édouard Wattelier
Édouard Wattelier (Chaumontel, 12 de diciembre de 1876 - Chaumontel, 18 de septiembre de 1957) es un ciclista francés que fue profesional entre 1896 y 1911.
En su palmarés destaca la Burdeos-París de 1902.

## Palmarés
- 1898
  - 3º de la París-Roubaix
- 1901
  - 1r en la Tolosa-Luchon
  - 3º a la Paris-Tours
- 1902
  - 2º en la París-Roubaix
- 1902
  - 1º en la Burdeos-París

## Resultados al Tour de Francia
- 1903. Abandona (1ª etapa)
- 1905. Abandona (1ª etapa)
- 1906. 7º de la clasificación general
- 1907. Abandona (1ª etapa)
- 1908. 28º de la clasificación general
- 1909. Abandona (1ª etapa)
- 1911. Abandona (10.ª etapa)